# Šípkov
Šípkov est un village de Slovaquie situé dans la région de Trenčín.

## Histoire
Première mention écrite du village en 1113.

## Démographie

### Évolution de la population
| Année:               | 1994. | 2004.    | 2014.   | 2024.   |
| -------------------- | ----- | -------- | ------- | ------- |
| Nombre de personnes: | 192   | 150      | 143     | 144     |
| Différence:          |       | -21,87 % | -4,66 % | +0,69 % |

| Année:               | 2023. | 2024.   |
| -------------------- | ----- | ------- |
| Nombre de personnes: | 148   | 144     |
| Différence:          |       | -2,70 % |